# زک لاوین
زک لاوین (انگلیسی: Zach LaVine؛ زادهٔ ۱۰ مارس ۱۹۹۵) بازیکن بسکتبال اهل ایالات متحده آمریکا است.
از باشگاه‌هایی که در آن بازی کرده‌است می‌توان به تیم بسکتبال یوسی‌ال‌ای بروینز و مینه‌سوتا تیمبرولوز اشاره کرد.
وی در مسابقات کشوری و بین‌المللی در مجموع برندهٔ ۱ مدال طلا شده‌است.